# Europäisches Olympisches Winter-Jugendfestival 2021/Skilanglauf
Beim Europäischen Olympischen Winter-Jugendfestival 2021 wurden sieben Wettbewerbe im Skilanglauf im Vuokatti Sport Biathlon Stadium in Vuokatti ausgetragen.

## Bilanz

### Medaillenspiegel
| Platz  | Land       | Gold | Silber | Bronze | Gesamt |
| ------ | ---------- | ---- | ------ | ------ | ------ |
| 1      | Schweden   | 3    | 3      | 3      | 9      |
| 2      | Finnland   | 2    | 1      | 1      | 4      |
| 3      | Italien    | 1    | 1      | 3      | 5      |
| 4      | Lettland   | 1    | –      | –      | 1      |
| 5      | Tschechien | –    | 1      | –      | 1      |
| 5      | Schweiz    | –    | 1      | –      | 1      |
| Gesamt | Gesamt     | 7    | 7      | 7      | 21     |

### Medaillengewinner
Jungen
| Disziplin       | Gold               | Silber         | Bronze           |
| --------------- | ------------------ | -------------- | ---------------- |
| 7,5 km Freistil | Niko Anttola       | Jiří Tuž       | Elias Danielsson |
| 10 km klassisch | Niko Anttola       | Niclas Steiger | Elias Danielsson |
| Sprint          | Lauris Kaparkalējs | Ike Melnits    | Ludvig Berg      |

Mädchen
| Disziplin        | Gold                  | Silber        | Bronze                |
| ---------------- | --------------------- | ------------- | --------------------- |
| 5 km Freistil    | Iris De Martin Pinter | Lisa Eriksson | Nadine Laurent        |
| 7,5 km klassisch | Lisa Eriksson         | Tove Ericsson | Nadine Laurent        |
| Sprint           | Tove Ericsson         | Elin Näslund  | Iris De Martin Pinter |

Mixed
| Disziplin        | Gold                                                            | Silber                                                                   | Bronze                                                          |
| ---------------- | --------------------------------------------------------------- | ------------------------------------------------------------------------ | --------------------------------------------------------------- |
| 4 × 5 km Staffel | SchwedenJens Junes Tove Ericsson Elias Danielsson Lisa Eriksson | ItalienDavide Ghio Iris De Martin Pinter Hannes Oberhofer Nadine Laurent | FinnlandIke Melnits Elsa Torvinen Niko Anttola Fanny Kukonlehto |